# Mestaruussarja (1970)
Sezon 1970 – 40. edycja rozgrywek o mistrzostwo Finlandii. Tytułu mistrza kraju nie obronił KPV Kokkola, został nim zespół Lahden Reipas. Tytuł króla strzelców przypadł Mattiemu Paatelainenowi, który w barwach Helsingfors IFK strzelił 20 goli.

## Zespoły
| Uczestnicy poprzedniej edycji                                                                                 | Uczestnicy poprzedniej edycji | Uczestnicy poprzedniej edycji | Uczestnicy poprzedniej edycji |
| --- | ----------------------------- | ----------------------------- | ----------------------------- |
| KPV | KPV Kokkola                   | 1                             |                               |
| KUO | KuPS Kuopio                   | 2                             |                               |
| HJK | HJK Helsinki                  | 3                             |                               |
| REI | Lahden Reipas                 | 4                             |                               |
| MPM | MP Mikkeli                    | 5                             |                               |
| IKI | IKissat Tampere               | 6                             |                               |
| HAK | FC Haka                       | 7                             |                               |
| TPS | Turun Palloseura              | 8                             |                               |
| ELK | Elo Kuopio                    | 9                             |                               |
| KUU | FC Kuusysi                    | 10                            |                               |
| Spadek z Mestaruussarja                                                                                       |                               |                               |                               |
| KTP | KTP Kotka                     | 11                            |                               |
| ÄSS | Ässät Pori                    | 12                            |                               |
| Awans z Suomensarja 1969 (po barażach)                                                                        |                               |                               |                               |
| HIF | HIFK                          |                               |                               |
| INT | Into Kemi                     |                               |                               |
| Oznaczenia: - kolumna pierwsza – skróty nazw drużyn, - kolumna trzecia – miejsce zajęte w poprzednim sezonie. |                               |                               |                               |

### Baraże
Po zakończeniu poprzedniego sezonu rozegrano mecze barażowe (mecz i rewanż) pomiędzy zwycięzcami czterech grup drugiego poziomu fińskich rozgrywek piłkarskich. Były to: Into Kemi, HIFK Helsinki, Ponnistus Helsinki i TPV Tampere. Dwie najlepsze drużyny uzyskały awans do Mestaruussarja.

## Tabela końcowa
| Lp. | Drużyna           | M  | Z  | R | P  | Bramki | Bramki | Różn. | Pkt | Uwagi                                |
| --- | ----------------- | -- | -- | - | -- | ------ | ------ | ----- | --- | ------------------------------------ |
| 1   | Lahden Reipas (M) | 22 | 14 | 4 | 4  | 45     | 28     | +17   | 32  | Puchar Europy • I runda              |
| 2   | MP Mikkeli        | 22 | 12 | 5 | 5  | 60     | 31     | +29   | 29  | Puchar Zdobywców Pucharów • I runda1 |
| 3   | HIFK              | 22 | 10 | 8 | 4  | 60     | 34     | +26   | 28  | Puchar UEFA • I runda                |
| 4   | KuPS Kuopio       | 22 | 10 | 7 | 5  | 35     | 25     | +10   | 27  |                                      |
| 5   | HJK Helsinki      | 22 | 9  | 7 | 6  | 37     | 26     | +11   | 25  |                                      |
| 6   | KPV Kokkola       | 22 | 9  | 5 | 8  | 35     | 34     | +1    | 23  |                                      |
| 7   | Turun Palloseura  | 26 | 11 | 4 | 11 | 31     | 31     | 0     | 26  |                                      |
| 8   | FC Haka           | 22 | 7  | 6 | 9  | 31     | 34     | −3    | 20  |                                      |
| 9   | FC Kuusysi        | 22 | 9  | 1 | 12 | 31     | 38     | −7    | 19  |                                      |
| 10  | IKissat Tampere   | 22 | 8  | 2 | 12 | 28     | 42     | −14   | 18  |                                      |
| 11  | Into Kemi (S)     | 22 | 7  | 2 | 13 | 29     | 53     | −24   | 16  | Spadek do Suomensarja                |
| 12  | Elo Kuopio (S)    | 22 | 0  | 4 | 18 | 15     | 70     | −55   | 4   | Spadek do Suomensarja                |

## Rozgrywki międzynarodowe

### Puchar Europy (1971/1972)
Mistrz Finlandii – drużyna Lahden Reipas zakwalifikowała się do rozgrywek Pucharu Europy.
| Drużyna 1                            | Wynik dwumeczu | Drużyna 2               | Pierwszy mecz | Drugi mecz |
| ------------------------------------ | -------------- | ----------------------- | ------------- | ---------- |
| Lahden Reipas                        | 1:9            | Grasshopper Club Zurych | 1:11          | 0:82       |
| Po lewej gospodarz pierwszego meczu. |                |                         |               |            |

1 Mecz rozegrano 15 września 1971. Bramki: Lindholm  75' – Ohlhauser  63'

2 Mecz rozegrano 29 września 1971. Bramki: K.Müller  1', 39', 71', 85', Gröbli  31', Schneeberger  45', Meier  70', Mayer  77'

### Puchar Zdobywców Pucharów (1971/1972)
Drużyna MP Mikkeli dzięki zdobyciu Pucharu Finlandii w poprzednim sezonie zakwalifikowała się do rozgrywek Pucharu Zdobywców Pucharów.
| Drużyna 1                            | Wynik dwumeczu | Drużyna 2     | Pierwszy mecz | Drugi mecz |
| ------------------------------------ | -------------- | ------------- | ------------- | ---------- |
| MP Mikkeli                           | 0:4            | Eskişehirspor | 0:03          | 0:44       |
| Po lewej gospodarz pierwszego meczu. |                |               |               |            |

3 Mecz rozegrano 15 września 1971.

4 Mecz rozegrano 29 września 1971. Bramki: Fehti  4', 20', 22', 83'

### Puchar UEFA (1971/1972)
Drużyna HIFK zakwalifikowała się do pierwszych w historii rozgrywek Pucharu UEFA (obecnie Liga Europy UEFA), które rozpoczęto w sezonie 1971/1972.
| Drużyna 1                            | Wynik dwumeczu | Drużyna 2 | Pierwszy mecz | Drugi mecz |
| ------------------------------------ | -------------- | --------- | ------------- | ---------- |
| Rosenborg BK                         | 4:0            | HIFK      | 3:05          | 1:06       |
| Po lewej gospodarz pierwszego meczu. |                |           |               |            |

5 Mecz rozegrano 15 września 1971. Bramki: Mörkved  11', 2:0 Arne Hansen  50', 3:0 Meirik  79'

6 Mecz rozegrano 29 września 1971. Bramki: Mörkved  18'